# Karl Magnus Lindeman
Karl Magnus Lindeman, född 1775, död 1833, var skarprättare i Nyköping. Han avrättade den 12 augusti 1818 Maria Gabrielsdotter och soldaten Hans Wret för mord i Vadsbro socken.
Lindeman tillhörde resandefolket och var son till skarprättaren Erik Lindeman. Han omnämns redan som skarprättare när sonen Johan Fredrik döptes i Stora Malm 1805. Han begärde ut pass i ämbete som skarprättare från Nyköping till Norrköping i september 1813.
Han försörjde sig även som kringresande valackare, kammakare och salpetersjudare.